# Ravne na Koroškem község
Ravne na Koroškem község (szlovén nyelven Občina Ravne na Koroškem) Szlovénia 212 alapfokú közigazgatási egységének, azaz községének egyike a Koroška statisztikai régióban, az osztrák határ mentén. Adminisztratív központja Ravne na Koroškem város. A községet 1994-ben hozták létre. Területe a történelmi szlovén Karintia (Slovenska Koroška) régióhoz tartozott.

## A községhez tartozó települések
A községhez Ravne na Koroškem székhelyen kívül a következő települések tartoznak:
- Brdinje
- Dobrije
- Koroški Selovec
- Kotlje
- Navrški Vrh
- Podgora
- Podkraj
- Preški Vrh
- Sele
- Stražišče
- Strojna
- Tolsti Vrh pri Ravnah na Koroškem
- Uršlja Gora
- Zelen Breg

## Népesség
| Lakosok száma | 11 848 | 11 718 | 11 586 | 11 524 | 11 303 | 11 355 | 11 314 | 11 241 | 11 343 | 11 280 |
|               | 2008   | 2009   | 2011   | 2012   | 2014   | 2015   | 2017   | 2018   | 2020   | 2021   |